# Plexippus niccensis
Plexippus niccensis là một loài nhện trong họ Salticidae.
Loài này thuộc chi Plexippus. Plexippus niccensis được Embrik Strand miêu tả năm 1906.